# Filippo Florena
Filippo Florena (Santo Stefano di Camastra, 28 ottobre 1840 – Santo Stefano di Camastra, 28 ottobre 1915) è stato un avvocato e politico italiano.
È stato deputato dall'XI alla XIV legislatura e poi dalla XVI alla XXII.